# Nesticus salta
Espèce
Nesticus salta est une espèce d'araignées aranéomorphes de la famille des Nesticidae.

## Distribution
Cette espèce est endémique de la province de Salta en Argentine,. Elle se rencontre vers Castellanos.

## Description
Le mâle holotype mesure 1,3 mm.

## Étymologie
Son nom d'espèce lui a été donné en référence au lieu de sa découverte, la province de Salta.

## Publication originale
- Torres, Pardo, González-Reyes, Rodríguez Artigas & Corronca, 2016 : Contributions on the spider families Nesticidae and Pholcidae (Araneae) from Argentina. Turkish Journal of Zoology, vol. 40, p. 6-13.